# Meung-sur-Loire
Meung-sur-Loire je francouzská obec v departementu Loiret v regionu Centre-Val de Loire. V roce 2012 zde žilo 6 115 obyvatel. Obec leží na pravém břehu řeky Loiry. Je centrem kantonu Meung-sur-Loire.

## Sousední obce
Baccon, Le Bardon, Baule, Huisseau-sur-Mauves, Dry, Mareau-aux-Prés, Saint-Ay

## Vývoj počtu obyvatel
Počet obyvatel